# Manuel García Prieto
Manuel García Prieto (Astorga, 5 de noviembre de 1859-San Sebastián, 8 de marzo de 1938) fue un jurisconsulto y político español. Presidente interino del Consejo de Ministros por unos días tras el asesinato de José Canalejas, volvería a ejercer de jefe de gobierno en cuatro ocasiones: en 1917, entre 1917 y 1918, en 1918 y entre 1922 y 1923. Encabezó el último gobierno constitucional del reinado de Alfonso XIII antes del golpe de Estado de Primo de Rivera. Como yerno de Eugenio Montero Ríos desempeñó un papel de primer orden en la política gallega y española de las dos primeras décadas del siglo xx.
También fue conocido por el título nobiliario que ostentó de marqués de Alhucemas.

## Biografía

### Orígenes y carrera política
Nació en la localidad leonesa de Astorga el 5 de noviembre de 1859. Terminados los estudios de Derecho, fue fiscal municipal del Juzgado de Madrid e ingresó en el Cuerpo Jurídico Militar, aunque permaneció en él poco tiempo. Se formó en el bufete de Montero Ríos, de quien fue yerno. En las filas del Partido Liberal fue elegido diputado por Astorga en 1887, y después de la mano de su suegro, por Santiago de Compostela, en 1893. Fue diputado por este distrito durante veinte años hasta que finalmente pasó al Senado.
En 1897 fue nombrado director general de lo contencioso del Estado y más tarde subsecretario de Ultramar. En 1905 fue ministro de Gobernación en el gobierno de Montero Ríos y, ese mismo año, de Gracia y Justicia con Segismundo Moret. De este último ministerio dimitiría al considerar sumisa la postura de Moret en relación con el estamento militar.

### Experiencias ministeriales

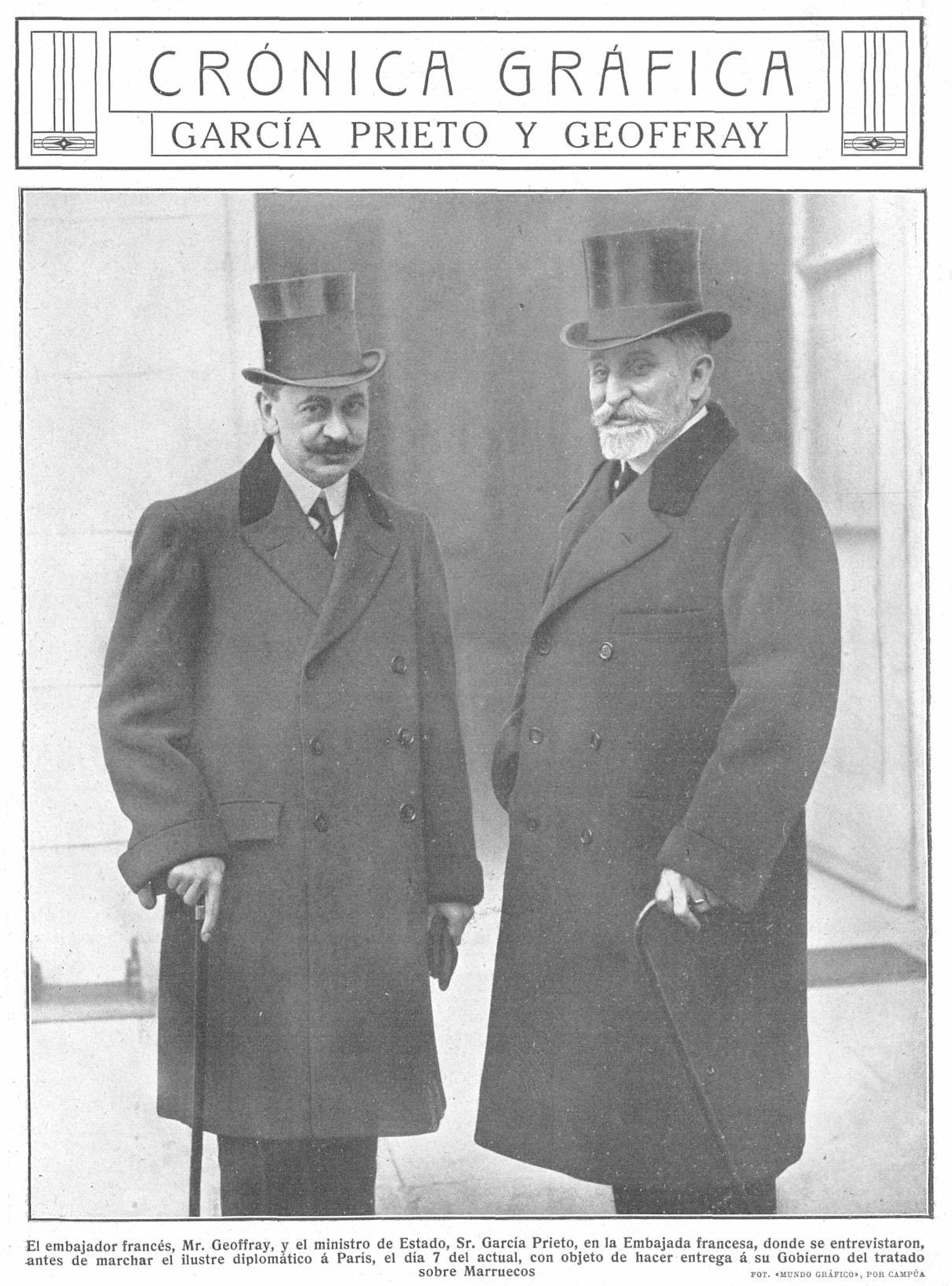
Fotografiado por Campúa junto a Léon Geoffray, embajador francés (Mundo Gráfico, 11 de diciembre de 1912). En noviembre ambos habían suscrito el convenio por el que España se avenía a los términos del Tratado de Fez.

En 1906 ocupó la cartera de Fomento bajo el gobierno del general López Domínguez y en 1910, la de Estado bajo la presidencia de Canalejas. En el desempeño de este cargo consiguió un éxito notable en política internacional con la firma del tratado hispano-marroquí en 1911, negociando con Francia sobre Marruecos en 1912 y logrando que las repúblicas hispanoamericanas tuvieran representación en el Tribunal Internacional de Justicia de La Haya. Por sus gestiones en la preparación de los tratados Tratado de Algeciras que permitieron la creación del protectorado de Marruecos recibió del rey Alfonso XIII, el título de marqués de Alhucemas, y posteriormente la Grandeza de España y el cargo de senador vitalicio.
En 1909 sería nombrado vocal del Consejo Superior de Emigración y del Instituto de Reformas Sociales, cargos que desempeñó hasta 1913 y 1920 respectivamente.
Tras el asesinato de Canalejas, en noviembre de 1912, García Prieto ocupó interinamente la presidencia del Consejo de Ministros. Sin embargo, hubo de dimitir por no contar con el apoyo del conde de Romanones. Esto dividió al Partido Liberal en dos facciones: García Prieto se convirtió entonces en el líder del llamado Partido Liberal Democrático, una escisión que se oponía a facción mayoritaria acaudillada por Romanones.
Fue designado presidente del Senado, cargo que desempeñó entre 1916 y 1918. Como consecuencia de la crisis producida por las Juntas de Defensa, en abril de 1917 formó gobierno. Sin embargo, ante la grave situación que se encontró, se vería obligado a dimitir en el mes de junio. A la vez, durante aquellos meses de grave crisis política García Prieto mantuvo un abierto enfrentamiento con Romanones por el control del partido.

### Crisis del sistema
En julio de 1917 conseguiría hacerse con el liderazgo del Partido Liberal, y en noviembre presidió el primer gobierno de concentración de la monarquía alfonsina tras desencadenarse la crisis de octubre en el gobierno de Eduardo Dato. García Prieto asumió la presidencia y también la cartera de Estado.
Bajo la influencia de la revolución bolchevique, hubo de hacer frente a una fuerte campaña pública que pedía la amnistía de los detenidos durante la huelga revolucionaria que había tenido lugar el verano anterior. La política excesivamente derechista que adoptó acabaría provocando la escisión de Santiago Alba, que desde entonces pasaría a encabezar la Izquierda Liberal. En marzo de 1918 se produjo una nueva crisis de gobierno. En lo que Manuel Tuñón de Lara ha calificado como «encerrona», el rey Alfonso XIII se reunió en palacio con los principales líderes políticos —entre ellos García Prieto— y les manifestó que, de no alcanzarse de acuerdo, él dejaría la corona y abandonaría el país. Como consecuencia, el conservador Antonio Maura formó el llamado «Gobierno de concentración nacional», con García Prieto en la cartera de Gobernación.

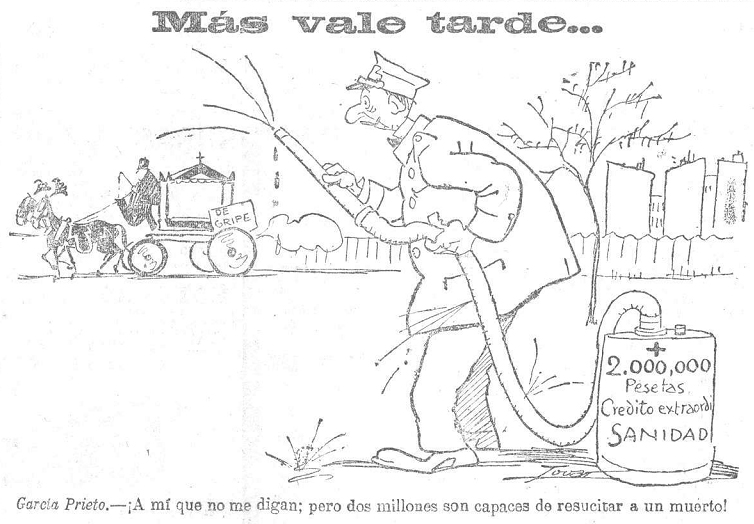
«Más vale tarde» (Tovar; Heraldo de Madrid, 29 de octubre de 1918).

Durante aquel otoño el país se vio gravemente afectado por pandemia de gripe de 1918, que acabó afectando a un elevado porcentaje de la población española (hasta un 20 %) y dejaría una elevada mortandad. El 9 de noviembre de ese mismo año García Prieto formó gobierno de nuevo, hasta diciembre, cuando el Proyecto de Mancomunidades hizo caer el gabinete. En 1919, durante su mandato, presentó el proyecto de ley del Retiro Obrero Obligatorio. 
Tras el desastre de Annual, en diciembre de 1922 formó el que sería el último gobierno constitucional de la Monarquía. El conocido como «Gobierno de concentración liberal» logró aunar en su seno las diferentes facciones que para entonces componían el Partido Liberal: romanonistas, albistas, gassetistas, etc. Santiago Alba, figura promotora de este gabinete, sería también el hombre fuerte del mismo.
Alfonso XIII no se mostró muy simpatizante del acceso de los liberales al gobierno, por lo que la convivencia entre la Corona y el gabinete fue muy complicada. La propia actitud del monarca y los rumores de conspiraciones palatinas dejaron a García Prieto en un estado «anodado y cada vez más aplanado». Cuando en septiembre de 1923 el general Miguel Primo de Rivera dio en Barcelona un golpe de Estado, el rey rechazó las propuestas del jefe de gobierno para castigar a los rebeldes; muy al contrario, llamó a Primo de Rivera a la capital y consintió que este formase un directorio militar. Aquello fue el final del gabinete García Prieto.

### Últimos años
Durante la dictadura, se mantuvo apartado de la política, manteniendo una tibia oposición al régimen. Retornaría para formar parte del último gobierno de la monarquía y ocupar la cartera de Gracia y Justicia, bajo la presidencia de Juan Bautista Aznar-Cabañas. García Prieto habría entrado en el gabinete por voluntad expresa de Alfonso XIII. A pesar de la grave crisis que atravesaba el régimen, el antiguo político liberal creyó que la situación se resolvería satisfactoriamente para la monarquía.
Tras la proclamación de la Segunda República se retiró de la vida pública. Murió en San Sebastián el 8 de marzo de 1938.

## Familia

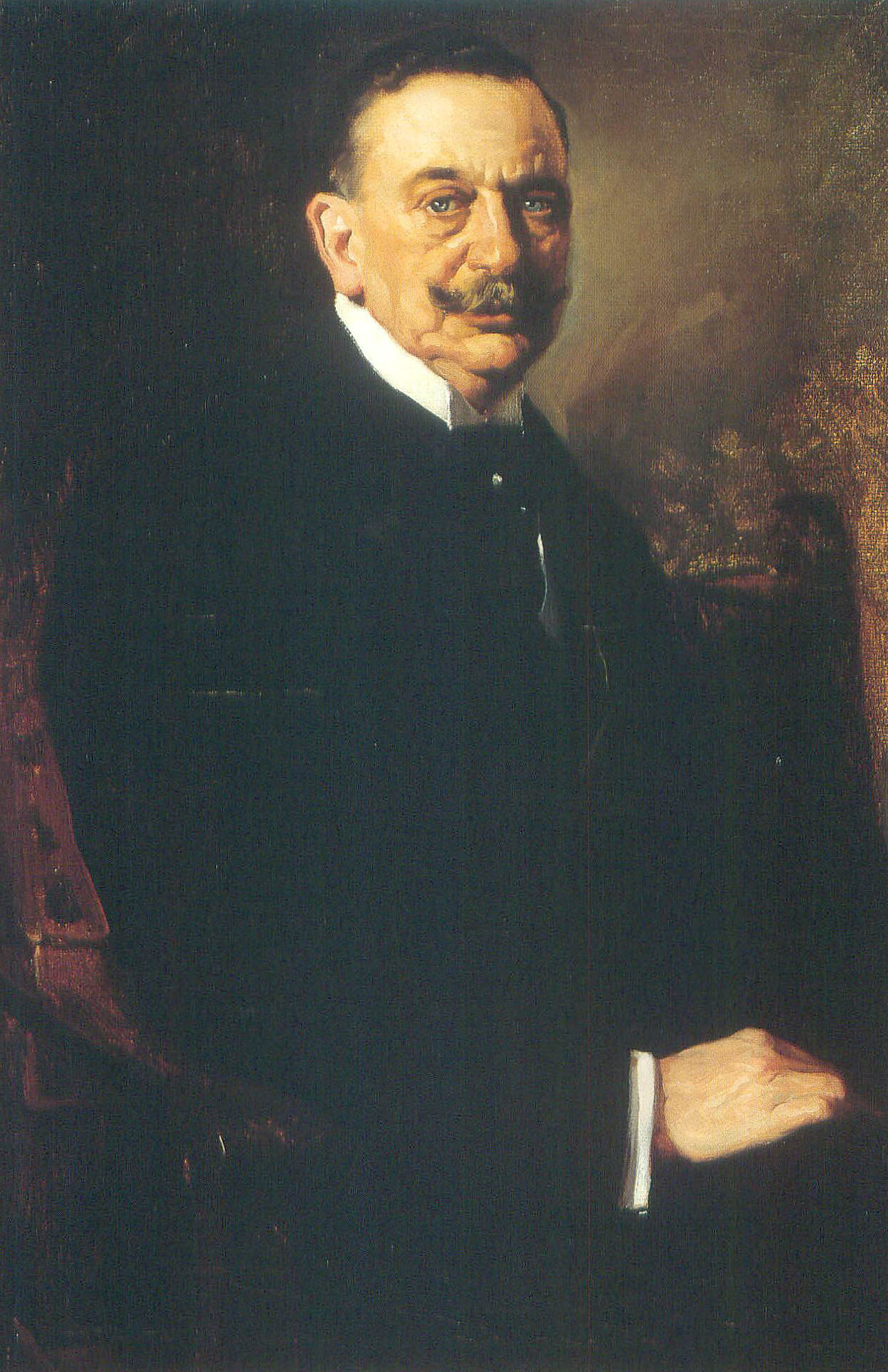
Retrato de Manuel García Prieto, por Manuel Benedito (Senado de España).

Contrajo matrimonio con María Victoria Montero-Ríos, con la que tuvo dos hijas: Avelina y María Victoria.

## Vida privada
Además de su actividad política, García Prieto tuvo una prolífica actividad en el mundo de los negocios. Fue miembro del consejo de administración de importantes empresas, como el Banco Español de Crédito, el Banco Hipotecario, la Compañía de Tabacos de Filipinas, la La Unión y el Fénix y la Mutual Franco Española.
Fue decano del Colegio de Abogados de Madrid entre 1916 y 1922. Académico de número de la Real Academia de Ciencias Morales y Políticas, también sería miembro de la Real Academia de Jurisprudencia y Legislación, de la cual fue elegido presidente en tres ocasiones (1909, 1910 y 1913).
Yerno de Eugenio Montero Ríos, en la red clientelar creada por este García Prieto constituyó no sólo una pieza fundamental sino que, además, fue capaz de establecer una segunda red en íntima conexión con la de su suegro. Al tiempo que asumió el caciquismo y el poder heredados de su suegro, García Prieto disfrutó de cierto prestigio en medios agrarios gallegos por su posición redencionista en el problema de los foros. Aunque siempre contó con el movimiento agrario en su política, su prestigio entre los agraristas iría disminuyendo de forma paralela a la radicalización del movimiento.